# Osman Chávez
Osman Danilo Chávez Güity (Santa Fé, 29 de julho de 1984) é um futebolista profissional hondurenho, milita no Real España da Honduras.

## Carreira
Chavez representou a Seleção Hondurenha de Futebol na Copa do Mundo de 2010.

## Títulos
Wisła Kraków
- Campeonato Polonês de Futebol (1): 2010/11